# Dansk Rap 1988-2003
Dansk Rap 1988-2003 er en kompilation med dansk rap fra 1988-2003. Den blev udgivet i 2003.

## Trackliste

### CD 1
1. MC Einar – "Arh Der!"
2. Østkyst Hustlers – "Han Får For Lidt"
3. Den Gale Pose – "Spændt Op Til Lir'"
4. Humleridderne – "Malerhjerne"
5. MC Clemens – "Mer & Mer" (Feat. Anne Rani)
6. L.O.C. – "Drik Din Hjerne Ud"
7. U$O – "I Går Var En Vild Nat"
8. Rockers By Choice – "Engel"
9. Kongehuset – "Chauførende"
10. Malk de Koijn – "Vi Tager Fuglen På Dig"
11. Sund Fornuft – "Zen Midt I Centrum"
12. Nik & Jay – "Nik & Jay"
13. L:Ron:Harald – "Mæ Å Min Kadett"
14. Hvid Sjokolade – "Det Handler Om At Feste"
15. G-Bach – "Gi' Mig Mer'" (Feat. Jokeren)
16. Flopstarz – "Flopfeber"
17. Kølig Kaj – "Stemmen I Mit Liv"
18. Humleridderne – "Humle Bringer Hyggen"
19. Rockers By Choice – "Retro" (Feat. MC Einar)

### CD 2
1. Salli – "Jeg Gør Lige Hvad Jeg Vil" (Radio Version)
2. Jo-C-Fine – "Respekt"
3. Rip Rap & Rock – "Vesterbro"
4. Jyder Mæ' Attityder – "Både Til Gården Og Til Gaden"
5. Klart Dér! – "Born 2 Rock"
6. Faktaposen – "Ah Yeah!"
7. Suspekt – "Fuck'd Up Og Misforstået"
8. Cas – "KBH's Vestside" (Album Version)
9. Isbjerg – "Lad Mig Være"
10. Hvid Sjokolade – "Kronisk Fastelavn"
11. Den Gale Pose – "Flere Ho's"
12. Tue Track – "Frikaduns I Min Nums"
13. U$O & N.I.S. – "Skal Jeg Betale (So)?"
14. Rent Mel I Pose & Sund Fornuft – "Ishci Isch"
15. Pinocchio Teorien – "Interne Affærer"
16. B.A.N.G.E.R.S. – "VIP"
17. Danskrap.dk – "Så Kan I Lære Det"
18. Stop Volden – "Det Holder"